# Кома (астрономия)
Вижте пояснителната страница за други значения на Кома.
Кома (на латински: coma, на старогръцки: χομη/κομη — коси) е облак от космически прах, лед и газове, които обгръщат ядрото на кометата. Комата и ядрото образуват главата на кометата. С приближаване към Слънцето главата се увеличава, летливите вещества се затоплят и се изхвърхлят под формата на опашка (опашката е винаги противоположна не на движението на кометата, а на посоката на слънчевия вятър).
Кометите имат почти сферична форма, която при разтегляне може да достигне от 100 хиляди до 1 милион километра зад ядрото.